# Negerjoden
Onder negerjoden werden de afstammelingen verstaan van negerslaven en hun Joodse plantagehouders in Suriname. Ze vormen een vrijwel onbekend onderwerp uit de Surinaams-Nederlandse geschiedenis.
De Joodse gemeenschap in Suriname is kleiner dan in de koloniale tijd lang het geval was. Er zouden nog zo’n 180 joden zijn.
De term negerjood is geen synoniem voor Surinaamse Jood. Ook de Afro-Amerikaanse Joden vormen een aparte groep.

## Geschiedenis
Joden behoorden tot de eerste plantagehouders bij de stichting van de kolonie Suriname in de zeventiende eeuw. Ze waren voornamelijk van Sefardische komaf. De Jodensavanne was het hart van de Sefardische gemeenschap, Asjkenazische Joden waren er niet welkom.

## Tweederangs leden
Zowel binnen de Asjkenazische als de Sefardische gemeente in Suriname werden negerjoden niet toegelaten als jehoedi (יהודי), volwaardige leden. Ze werden hoogstens erkend als tweederangs leden. Joodse mannen die een gekleurde vrouw trouwden werden ook niet langer als volwaardig lid beschouwd.

## Negerjood in moederland
In september 2004 verscheen de roman Negerjood in moederland van de Surinaams-Nederlandse schrijfster Ellen Ombre. Hoewel het verhaal fictie is, geeft het een duidelijk beeld van de complexe familierelaties destijds.
“De negerjoden […] vormen een aparte groep. Het was de kolonisten indertijd streng verboden seksuele relaties aan te gaan met negerinnen. Maar lust kent wet noch gezag; vanaf de vroege koloniale periode waren er seksuele contacten tussen de joodse planters en hun slavinnen, van terloopse koloniale meester-slaafrelaties tot langdurige, buitenechtelijke verhouden.”
“De negerjoden zijn daar het product van. Vrouwelijke nazaten werden bijzit van weer andere meesters. Hoe lichter hun huidkleur hoe groter hun aanzien. Veel mulattenkinderen werden vrij verklaard, voor zover de moeders eigendom van de vaders waren.”
“De negerjoden onderscheidden zich van andere kleurlingen door hun vereenzelviging met de hechte joodse gemeenschap. De kleurlingen wilden tot deze groep behoren, in plaats van tot de negers die in alle opzichten werden genegeerd.”
Ook in Ombres in 2024 verschenen roman Last komt het onderwerp van de 'negerjoden' uitvoerig aan de orde.

## Tentoonstelling
Van 30 januari tot en met 14 juni 2015 was in het Joods Historisch Museum in Amsterdam de tentoonstelling Joden in de Cariben. Vier eeuwen geschiedenis in Suriname en Curaçao te zien. Het was voor het eerst dat in een grote tentoonstelling de bloei en neergang van deze Joodse gemeenschappen werd belicht. Bij de tentoonstelling verscheen een rijk geïllustreerde publicatie, Joden in de Cariben getiteld.